# Annibale Mazzuoli
Annibale Mazzuoli (1658, Řím – 17. prosince 1743) byl italský malíř.

## Počátky

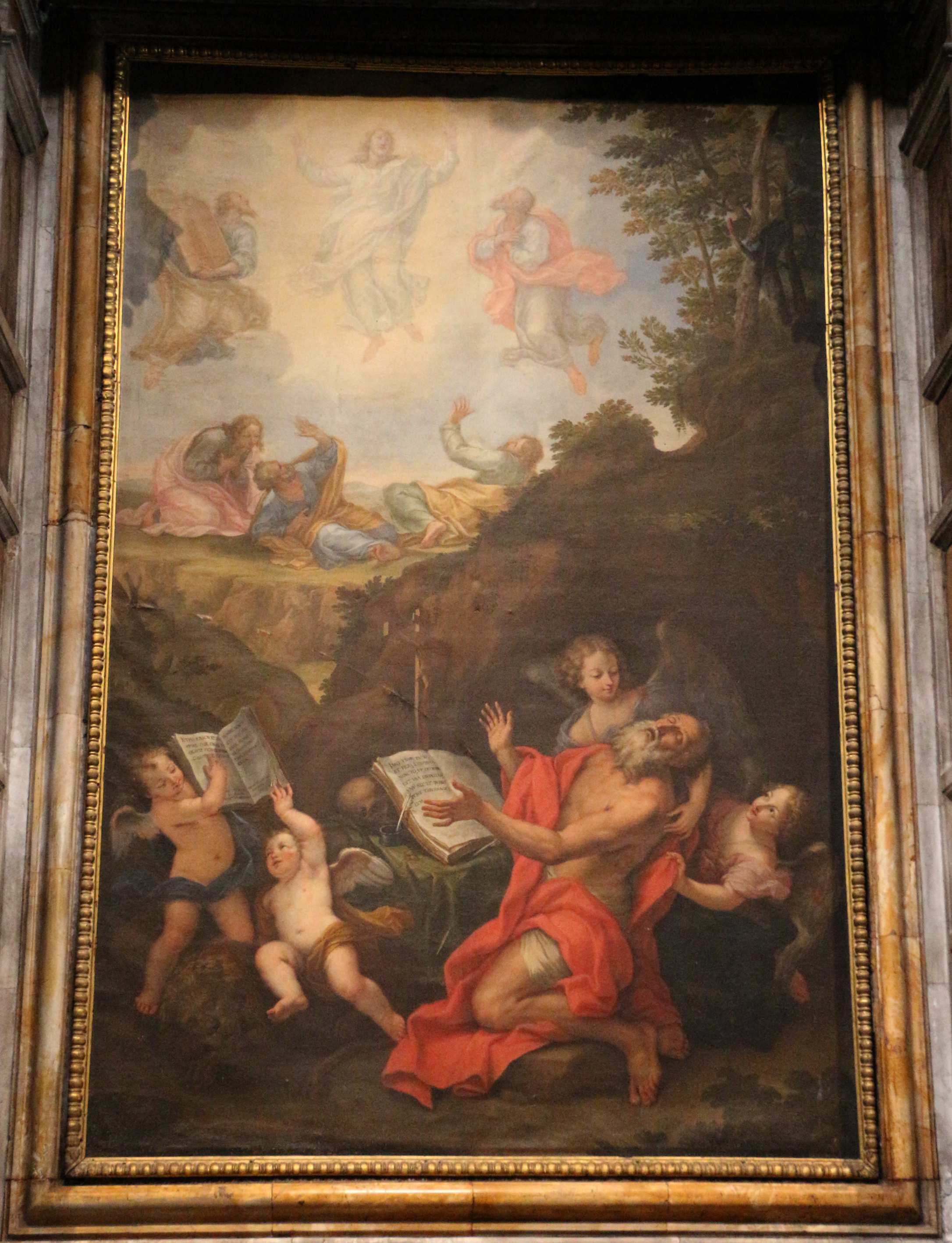
Extáze S. Jeronýma, katedrála v Sieně

Annibale Mazzuoli se narodil v umělecké rodině. Jeho otec byl architekt Dionisio Mazzuoli. Jeho bratry byly sochař Giuseppe Mazzuoli (1644-1725) a Antonio Giovanni, architekt Francesco Mazzuoli a řezbář Agostino Mazzuoli. Sochař Bartolomeo Mazzuoli byl jeho synovec a syn Antonia Giovanniho. Annibale začal svou kariéru v Sieně. Jeho začátky popsal Luigi Lanzi: „rychlý malíř fresek, ale nepříliš významný“.

### Siena
V kostele San Martino v Sieně Annibale v roce 1697 vytvořil fresky v kopuli a na chóru. V kostele a klášteře Santa Margherita v Castelvecchio, vlastněném Contrada Siena- (Sienská contráda). Ve spolupráci s Giuseppe Nicolou Nasinim namaloval stropní fresku. V modlitebně sv. Antonína Paduánského v Sieně namaloval oltářní obrazy Sv. Bartoloměj a Sv. Sebastián. Pro Certosa Siena namaloval Sv. Bruno. V Palazzo Publico v Sieně je vystavena freska Setkání papeže Řehoře VII. a římského císaře Henryho IV., namalovaný v roce 1695. Jeho další fresky jsou v kostele San Vigilio v Sieně. Fresku Život Sv. Gerarda lze nalézt v Modlitebně Sv. Louse a Sv. Gerarda v Sieně. V kostele San Domenico v Sieně je jedno z jeho pláten Extaze Svaté Kateřiny ze Sieny. Jiné fresky a oltáře ve městě byly namalovány pro církev Maria Santissima del Rosario, Oratorium San Bernardino al Prato, kostel San Francesco. Mimo Sienu pracoval také v Colle di Val d'Elsa v Toskánsku, v provincii Sieny, určené pro katedrálu Sv. Petra (San Pietro). Annibale Mazzuoli maloval také pro kostel Sant'Agostino, San Gimignano a Duomo Montepulciano.

### Řím
Mazzuoli byl povolán do Říma papežem Klementem XI., kde kromě jiných projektů pracoval také lna restaurování několika obrazů ve Vatikánu. Jeho pověsti uškodilo restaurování Michelangelových fresek v Sixtinské kapli v letech 1710 až 1712, kde Annibale a jeho syn, Giovanni Antonio Bartolomeo, použili řecké víno a mořskou houbu k čištění fresek. Jedním z žáků Mazzuoliho v Římě byl Giovanni Pietro Cremoni.